# Joseph Masiero
| 245943 Davidjoseph    | 14 settembre 2006 |
| 262106 Margaretryan   | 14 settembre 2006 |
| 262295 Jeffrich       | 17 settembre 2006 |
| 266081 Villyket       | 14 settembre 2006 |
| 292159 Jongoldstein   | 14 settembre 2006 |
| 292160 Davefask       | 14 settembre 2006 |
| 299755 Ericmontellese | 14 settembre 2006 |
| 299756 Kerryaileen    | 14 settembre 2006 |
| 308856 Daniket        | 14 settembre 2006 |
| 327695 Yokoono        | 14 settembre 2006 |
| 340687 Gerrysmith     | 14 settembre 2006 |
| 361267 ʻIʻiwi         | 17 settembre 2006 |
| 374710 ʻOʻo           | 14 settembre 2006 |
| 378002 ʻAkialoa       | 14 settembre 2006 |
| 397278 Arvidson       | 14 settembre 2006 |
| 397279 Bloomsburg     | 14 settembre 2006 |
| 388282 ʻAkepa         | 14 settembre 2006 |
| 440833 Kristenwalbolt | 14 settembre 2006 |
| 526492 Theaket        | 14 settembre 2006 |

Joseph Masiero (1982) è un astronomo statunitense.
Dopo il baccellierato in  fisica e astrofisica nel 2004 all'Università statale della Pennsylvania, ha ottenuto il master e il dottorato in astronomia all'Università delle Hawaii, rispettivamente nel 2006 e nel 2009.
Il Minor Planet Center gli accredita le scoperte di quarantotto asteroidi, effettuate tutte nel 2006.
Gli è stato dedicato l'asteroide 8255 Masiero.